# Spongiopsyllus adventicius
Spongiopsyllus adventicius is een eenoogkreeftjessoort uit de familie van de Entomolepididae. De wetenschappelijke naam van de soort is voor het eerst geldig gepubliceerd in 2000 door Johnsson.